# Константин Бабић
Константин Бабић (Београд, 10. фебруар 1927 — Београд , 13. октобар 2009) био је српски композитор, професор и шеф Катедре за музичку теорију на Факултету Музичке уметности у Београду.

## Биографија
Студије композиције завршио је 1955. године у класи Миленка Живковића. Усавршавао се на Академији Santa Cecillia у Риму (1967).
Од 1956. био је професор теоријских предмета у Средња музичка школа Мокрањац|средњој музичкој школи Мокрањац у Београду, а од 1966. на Факултету Музичке уметности у Београду.
Био је члан међународног жирија за хорску композицију у Арецу (Италија) 1978 — 1984. и Дебрецену (Мађарска) 1988 — 1990.
Аутор је око 100 солистичких, камерних, вокално-инструменталних и симфонијских дела и великог броја музичких критика. Композиције Константина Бабића инсиприсане су фолклором, елементима џез и популарне музике.
Написао је многобројне композиције за децу, а компоновао је и сценску и филмску музику.
Добитник је награде Стеван Мокрањац (1970, 1971, 1972 и 1980), Младо покољење (1953), Награде ЈРТ-а (1971. и 1972) и Плакете Скупштине града Београда.

## Одабрана делa
- Разбрајалице
- Загонетке
- Концертна интрада,
- Прелудијум за симфонијски оркестар,
- Гудачки квартет,
- Сонатина и токата за клавир,
- Бурлеска за виолину и клавир,
- Левачка свита,
- Балада за женски хор
- Кантата „Орфеј међу шљивама“ (текст Оскар Давичо)